# یخ‌تاق ایلز

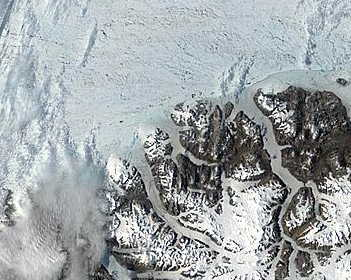
ساحل شمالی جزیره الزمیر در ۱۲ ژوئیهٔ ۲۰۰۲، پیش از جدا شدن یخ‌تاق ایلز

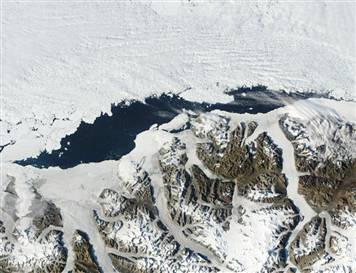
نگاره ماهواره‌ای ناسا مربوط به ۱۳ اوت ۲۰۰۵ که جدا شدن یخ‌تاق ایلز را نشان می‌دهد. جزیرهٔ ایجاد شده که در آب قرار گرفته است، در مرکز نگاره قابل مشاهده می‌باشد.

یخ‌تاق اِیلز (به انگلیسی: Ayles Ice Shelf) یکی از شش یخ‌تاق بزرگ کانادا و متصل به ساحل شمالی جزیره الزمیر در نوناووت بود که در فاصلهٔ ۸۰۰ کیلومتری (۵۰۰ مایلی) قطب شمال قرار داشت. عمر آن بیش از ۳۰۰۰ سال برآورد می‌شد. یخ‌تاق ایلز در اوایل بعد از ظهر ۱۳ اوت ۲۰۰۵ در مدت زمانی کم‌تر از یک ساعت از ساحل جزیره الزمیر جدا شده و وارد اقیانوس منجمد شمالی گردید. پژوهشگران با بررسی نگاره‌هایی که از فضا توسط مدیس گرفته شده بود، به این پیشامد پی‌بردند.

## جزیره ایلز
در اثر شکستن یخ‌تاق ایلز جزیره‌ای یخی با قطر ۳۷ متر، ابعاد ۱۴ کیلومتر در ۵ کیلومتر و مساحت ۶۶ کیلومتر مربع (۲۵٫۵ مایل مربع) تقریباً هم‌اندازه با منهتن نیویورک ایجاد گردید. این جزیره پس از چند روز ۴۸ کیلومتر (۳۰ مایل) از ساحل فاصله گرفت و وارد اقیانوس منجمد شمالی شد. دانشمندان اندکی پس از ایجاد آن و با بررسی نگاره‌های ماهواره‌ای به وجودش پی‌بردند اما خبر آن را در دسامبر ۲۰۰۶ و پس از شانزده ماه مطالعه منتشر نمودند. ایلز در زمستان همان سال در اقیانوس منجمد شد. در مه ۲۰۰۷ قطر آن ۴۵ متر برآورد گردید. در حال حاضر این نگرانی وجود دارد که این جزیره یخی برای کشتی‌ها ایجاد خطر کند.
پژوهشگران دلیل اصلی جدا شدن یخ‌تاق ایلز را گرم‌شدن زمین می‌دانند. به‌ویژه که در آن سال رکورد جدیدی از گرمای هوا ثبت شد. از سال ۱۹۰۶ تاکنون بیش از ۹۰ درصد از یخ‌تاق‌های کانادا ذوب شده‌اند.